# Kalâa Kebira
Kalâa Kebira (القلعة الكبرى in arabo) è una città della Tunisia, nel governatorato di Susa.
Kalâa Kebira è una città del Sahel tunisino, posta 12 km a nord di Susa e 130 km a sud della capitale Tunisi.